# 다마테촌
다마테촌(일본어: 玉手村)은 일본 오사카부 아스카베군·미나미카와치군에 설치되었던 촌이다. 현재의 가시와라시에 해당한다.